# Captal
Captal is een titel die door feodale heren in de Franse streek Gascogne werd gedragen.
De titel werd door vier heren, die van Trene, Puychagut, Epernon en Buch, gebruikt.
De heerlijkheid werd een "Captalat de ....."genoemd.

## Etymologie
Captal is een Gascons woord dat is afgeleid van het Latijnse woord capiteles domini: opperheer. Ook het Latijse woord caput (hoofd) kan ermee te maken hebben. 
Het is een titel die een van de belangrijkste heren van Aquitanië onderscheidde ten tijde van de Honderdjarige Oorlog.